# Swink (Oklahoma)
Swink és una àrea no incorporada dels Estats Units a l'estat d'Oklahoma. Segons el cens del 2000 tenia 83 habitants.

## Demografia
Segons el cens del 2000, Swink tenia 83 habitants, 36 habitatges, i 24 famílies. La densitat de població era de 200,3 habitants per km².
Dels 36 habitatges en un 27,8% hi vivien nens de menys de 18 anys, en un 52,8% hi vivien parelles casades, en un 13,9% dones solteres, i en un 33,3% no eren unitats familiars. En el 27,8% dels habitatges hi vivien persones soles el 16,7% de les quals corresponia a persones de 65 anys o més que vivien soles. El nombre mitjà de persones vivint en cada habitatge era de 2,31 i el nombre mitjà de persones que vivien en cada família era de 2,75.
Per edats la població es repartia de la següent manera: un 22,9% tenia menys de 18 anys, un 4,8% entre 18 i 24, un 30,1% entre 25 i 44, un 20,5% de 45 a 60 i un 21,7% 65 anys o més.
L'edat mediana era de 41 anys. Per cada 100 dones de 18 o més anys hi havia 93,9 homes.
La renda mediana per habitatge era d'11.250 $ i la renda mediana per família de 13.929 $. Els homes tenien una renda mediana de 52.917 $ mentre que les dones 14.583 $. La renda per capita de la població era de 7.748 $. Entorn del 41,2% de les famílies i el 50% de la població estaven per davall del llindar de pobresa.

## Poblacions més properes
El següent diagrama mostra les poblacions més properes.